# La última noche mágica
La última noche mágica es una gira de conciertos en vivo de la banda argentina Tan Biónica en distintos estadios de Sudamérica y Europa. Fueron las primeras presentaciones en vivo del grupo luego de siete años de inactividad.

## Antecedentes
El 19 de abril de 2016, la banda anuncia en sus redes sociales que comenzaran un periodo de impasse (con tiempo indeterminado) en el que no realizarán presentaciones en vivo ni lanzarán nueva música; a partir de ese día, cada integrante del grupo tomó su propio camino: Chano y Bambi iniciaron sus propias carreras solistas; Seby ha colaborado como guitarrista en las canciones de sus compañeros de banda; mientras que Diega se desempeñó como DJ, además de ser productor y colaborar como baterista en grabaciones de sus compañeros. 
En su carrera como solista, Chano se presentó el día 17 de marzo de 2023 en el Festival Lollapalooza Argentina 2023, en donde frenó su show para anunciar que Tan Biónica regresaría y que realizaría "una última noche mágica" en un estadio en la ciudad de Buenos Aires para todos sus fanáticos. Minutos después la banda completa salió al escenario luego de siete años e interpretó cuatro de sus mayores éxitos: «Ciudad Mágica», «Ella», «Obsesionario en La Mayor» y «La Melodía de Dios».

### Anuncios
El 12 de mayo de 2023 se anunció, a través de las redes sociales de la banda, que el día elegido para La última noche mágica sería el 28 de octubre de ese mismo año, en el estadio de Vélez Sarsifeld, además del día y el horario para la venta de entradas. El anuncio fue mediante un video en el que se ve a los cuatro integrantes del grupo en distintos lugares de la ciudad y reencontrándose dentro del estadio. El 16 de mayo (día de la venta de entradas) el grupo agotó el show en poco más de una hora y se vieron obligados a anunciar un segundo concierto para el día 29; sin embargo, volvió a agotarse rápidamente al igual que el primero. Bastó con tres horas para que los fanáticos del grupo agotasen los dos shows. Se supo que la fila virtual para la compra de entradas alcanzó las 500,000 personas.
Semanas después del doble sold-out en el Estadio de Vélez, y tras la insistencia de los fanáticos por un tercer show, el 12 de junio la banda anunció una tercera noche mágica, pero esta vez en el estadio Ciudad de La Plata (recinto con mayor capacidad) para el 4 de noviembre, fecha emblemática para la banda y para sus fanáticos, debido a que hace referencia al famoso verso "con vos es 4 de noviembre cada media hora" perteneciente al gran éxito del grupo: «La melodía de Dios». Al día siguiente la banda agotó las entradas en menos de tres horas y anunció un nuevo estadio ad post diem, que rápidamente volvió a quedarse con localidades agotadas.
Cuando todo parecía haber concluido, el 28 de junio el grupo anunció sorpresivamente un nuevo show para la gira programado para el día 8 de diciembre, pero esta vez en el estadio de River Plate, con una capacidad aún mayor que los dos anteriores. Al día siguiente, el concierto se encontraba completamente agotado, cerrando así un quíntuple agotado de tres estadios en el país, alcanzando las 270 mil entradas vendidas.
El día 2 de noviembre la banda presentó oficialmente La última noche mágica como una gira, anunciando cinco fechas fuera de la ciudad de Buenos Aires, tres de ellas fuera del país. El anuncio incluyó las ciudades de Mar del Plata y Córdoba, una doble presentación en Uruguay y un único show en Paraguay; la mayoría de ellas para la primera parte del año 2024.
Meses después, la banda confirmó su presentación en la "Fiesta Nacional de la Confluencia", evento que se realiza de forma anual, en la provincia de Neuquén.
En el mes de febrero del 2024 se anunció la llegada de la banda al Viejo Continente, más precisamente en España donde se presentaría un doble show en las ciudades de Madrid y Barcelona. Poco después se anunciaron nuevas fechas para la Argentina, incluyendo una triple fecha en la ciudad de Rosario con localidades agotadas.
El 3 de septiembre fue anunciado el line up del festival Lollapalooza Argentina 2025, en donde la banda fue incluida entre los artistas que se presentarán en el mes de marzo del año 2025. Dicho festival es el que, dos años atrás, Chano realizó una presentación, donde además anunció "La Última Noche Mágica" en la Ciudad de Buenos Aires, lo que marcó el regreso de Tan Biónica a los escenarios.

#### Tan Biónica desde cerca
El 3 de mayo de 2024, mediante un videoclip en redes sociales, la banda anunció una nueva etapa de la gira conocida como "Tan Biónica Desde Cerca", una especie de concierto "más íntimo" y más cercano al público que se desarrollará en el Movistar Arena de la ciudad de Buenos Aires. Lo que comenzó con dos fechas en dicho recinto, se terminaron anunciando diez presentaciones con entradas agotadas, y con fechas agregadas para el mes de octubre.

## Repertorio
| La última noche mágica |
| --- |
| La siguiente lista de canciones corresponde al concierto realizado el 28 de octubre de 2023 en la ciudad de Buenos Aires, en el Estadio Vélez Sarsfield: |

1. «Hola mi vida»
2. «Beautiful»
3. «Música»
4. «Loca»
5. «Víctimas»
6. «Tus horas mágicas»
7. «Pétalos»
8. «Lunita de Tucumán»
9. «El duelo»
10. «Ella»
11. «Vidas perfectas»
12. «La comunidad»
13. «Pastillitas del olvido»
14. «Las cosas que pasan»
15. «Obsesionario en La Mayor»
16. «La suerte está echada»

Set acústico (varía en cada show)
1. «Claramente»
2. «Poema de los cielos»
3. «La ensalada»
4. «Momentos de mi vida»
5. «Mis madrugaditas»
6. «Chica biónica»

Final
1. «Ciudad Mágica»
2. «Mis noches de enero»
3. «Arruinarse»
4. «La melodía de Dios»

| Set acústico |
| --- |
| - 29 de octubre en Buenos Aires - «Claramente», «La manera que eligió para matarme», «No me atreví a sugerirte que te mueras», «La ensalada», «Momentos de mi vida», «Boquitas pintadas» y «Chica biónica». - 4 de noviembre en Buenos Aires - «Instante», «Claramente», «Poema de los cielos», «La ensalada», «Hola noviembre» y «Chica biónica». - 5 de noviembre en Buenos Aires - «Dominguicidio», «Claramente», «La ensalada», «El color del ayer» y «El huracán». - 8 de diciembre en Buenos Aires - «Claramente», «Poema de los cielos», «La ensalada», «Boquitas pintadas» y «Chica biónica». - 29 de diciembre en Punta del Este - «Claramente», «Poema de los cielos», «Momentos de mi vida» y «El asunto». - 20 de enero en Mar del Plata - «Vuelve a casa», «Claramente», «Poema de los cielos», «La manera que eligió para matarme» y «La otra manera». - 4 de febrero en San Bernardino - «Claramente», «La ensalada», «El asunto» y «Chica biónica». - 10 de febrero en Neuquén - «Claramente» - 9 de marzo en Córdoba - «Claramente», «Poema de los cielos», «Ocho Cuarenta» (cover de Rodrigo), «¿Quién se ha tomado todo el vino» (cover de La Mona Giménez), «La ensalada», y «Amor Clasificado» (cover de Rodrigo). - 16 de marzo en Mendoza - «Claramente», «Poema de los cielos», «La ensalada» y «Chica biónica». |

| Notas y artistas invitados |
| --- |
| - Durante los conciertos realizado el 28 de octubre, 5 de noviembre y 8 de diciembre, Tan Biónica interpretó «Arruinarse» junto a Airbag. - Durante los conciertos realizados el 29 de octubre y 8 de diciembre, Tan Biónica interpretó «Ella» junto a Miranda!. - Durante los conciertos realizados el 29 de octubre y 8 de diciembre, Tan Biónica interpretó «Boquitas pintadas» junto a Nicki Nicole. - Durante el concierto realizado el 8 de diciembre, Tan Biónica interpretó «Obsesionario en La Mayor» junto a Abel Pintos. - Para el concierto del 29 de diciembre, la canción «La suerte está echada» no fue interpretada. - Para el concierto del 4 de febrero, la canción «Pétalos» no fue interpretada. - Para el concierto del 10 de febrero, las canciones: «Víctimas», «Pétalos», «Las cosas que pasan» y «La Suerte está echada» no fueron interpretadas. - Para el concierto del 9 de marzo, fue interpretada «El asunto». |

## Fechas
| Fecha                   | Ciudad            | País           | Lugar                              | Notas          | Asistencia        | Referencias    |
| América Latina          | América Latina    | América Latina | América Latina                     | América Latina | América Latina    | América Latina |
| ----------------------- | ----------------- | -------------- | ---------------------------------- | -------------- | ----------------- | -------------- |
| 28 de octubre de 2023   | Buenos Aires      | Argentina      | Estadio de Vélez Sarsfield         | -              | 90.000 / 90.000   | [ 23 ] [ 24 ]  |
| 29 de octubre de 2023   | Buenos Aires      | Argentina      | Estadio de Vélez Sarsfield         | -              | 90.000 / 90.000   | [ 23 ] [ 24 ]  |
| 4 de noviembre de 2023  | La Plata          | Argentina      | Estadio Ciudad de La Plata         | -              | 100 000 / 100.000 | [ 25 ]         |
| 5 de noviembre de 2023  | La Plata          | Argentina      | Estadio Ciudad de La Plata         | -              | 100 000 / 100.000 | [ 25 ]         |
| 8 de diciembre de 2023  | Buenos Aires      | Argentina      | Estadio River Plate                | -              | 69.979 / 69.979   | [ 26 ] [ 27 ]  |
| 29 de diciembre de 2023 | Punta del Este    | Uruguay        | Open Park                          | -              | 7.000             | [ 28 ]         |
| 20 de enero de 2024     | Mar del Plata     | Argentina      | Estadio Mundialista                | -              | 20.000            | [ 29 ]         |
| 3 de febrero de 2024    | San Bernardino    | Paraguay       | Anfiteatro José Asunción Flores    | -              | 20.614 / 20.614   | [ 30 ]         |
| 10 de febrero de 2024   | Neuquén           | Argentina      | Paseo de la Costa                  | Festival       | 300.000           | [ 31 ] [ 32 ]  |
| 9 de marzo de 2024      | Córdoba           | Argentina      | Estadio Instituto                  | -              | 25.000            | [ 33 ] [ 34 ]  |
| 16 de marzo de 2024     | San Martín        | Argentina      | Teatro Griego Juan Pablo II        | -              | 10.000            | [ 35 ] [ 36 ]  |
| 30 de marzo de 2024     | Paysandú          | Uruguay        | Anfiteatro del Río Uruguay         | Festival       | -                 | -              |
| 13 de abril de 2024     | Montevideo        | Uruguay        | Antel Arena                        | -              | -                 | -              |
| 1 de agosto de 2024     | Buenos Aires      | Argentina      | Movistar Arena                     | -              | 15.000 / 15.000   | -              |
| 2 de agosto de 2024     | Buenos Aires      | Argentina      | Movistar Arena                     | -              | 15.000 / 15.000   | -              |
| 3 de agosto de 2024     | Buenos Aires      | Argentina      | Movistar Arena                     | -              | 15.000 / 15.000   | -              |
| 4 de agosto de 2024     | Buenos Aires      | Argentina      | Movistar Arena                     | -              | 15.000 / 15.000   | -              |
| 17 de agosto de 2024    | Buenos Aires      | Argentina      | Movistar Arena                     | -              | 15.000 / 15.000   | -              |
| 18 de agosto de 2024    | Buenos Aires      | Argentina      | Movistar Arena                     | -              | 15.000 / 15.000   | -              |
| 20 de agosto de 2024    | Buenos Aires      | Argentina      | Movistar Arena                     | -              | 15.000 / 15.000   | -              |
| 19 de octubre de 2024   | Buenos Aires      | Argentina      | Movistar Arena                     | -              | 15.000 / 15.000   | -              |
| 20 de octubre de 2024   | Buenos Aires      | Argentina      | Movistar Arena                     | -              | 15.000 / 15.000   | -              |
| 21 de octubre de 2024   | Buenos Aires      | Argentina      | Movistar Arena                     | -              | 15.000 / 15.000   | -              |
| Europa                  |                   |                |                                    |                |                   |                |
| 4 de octubre de 2024    | Málaga            | España         | Paris 15                           | [ n. 3 ]       | -                 | -              |
| 7 de octubre de 2024    | Barcelona         | España         | Razzmatazz                         | [ n. 4 ]       | 2.000 / 2.000     | [ 37 ]         |
| 8 de octubre de 2024    | Madrid            | España         | La Riviera                         | [ n. 5 ]       | -                 | -              |
| 10 de octubre de 2024   | Madrid            | España         | Puerta del Sol                     | Festival       | -                 | [ 38 ]         |
| América Latina          |                   |                |                                    |                |                   |                |
| 1 de noviembre de 2024  | Rosario           | Argentina      | Metropolitano                      | -              | -                 | -              |
| 2 de noviembre de 2024  | Rosario           | Argentina      | Metropolitano                      | -              | -                 | -              |
| 3 de noviembre de 2024  | Rosario           | Argentina      | Metropolitano                      | -              | -                 | -              |
| 2 de marzo de 2025      | Cochabamba        | Bolivia        | Recinto Ferial de Alalay           | Festival       | -                 | -              |
| 8 de marzo de 2025      | Asunción          | Paraguay       | Jockey Club                        | -              | -                 | -              |
| 13 de marzo de 2025     | Lima              | Perú           | Anfiteatro Parque de la Exposición | -              | -                 | -              |
| 15 de marzo de 2025     | Santiago de Chile | Chile          | Movistar Arena                     | -              | -                 | -              |
| 21 de marzo de 2025     | Montevideo        | Uruguay        | Antel Arena                        | -              | -                 | -              |
| 22 de marzo de 2025     | Montevideo        | Uruguay        | Antel Arena                        | -              | -                 | -              |
| 23 de marzo de 2025     | Buenos Aires      | Argentina      | Hipódromo de San Isidro            | [ n. 8 ]       | -                 | [ 39 ]         |

### Shows cancelados
| Fecha                | Ciudad | País           | Lugar                  | Motivos     | Referencias |
| -------------------- | ------ | -------------- | ---------------------- | ----------- | ----------- |
| 8 de febrero de 2025 | Miami  | Estados Unidos | James L. Knight Center | Desconocido | -           |